# Peot

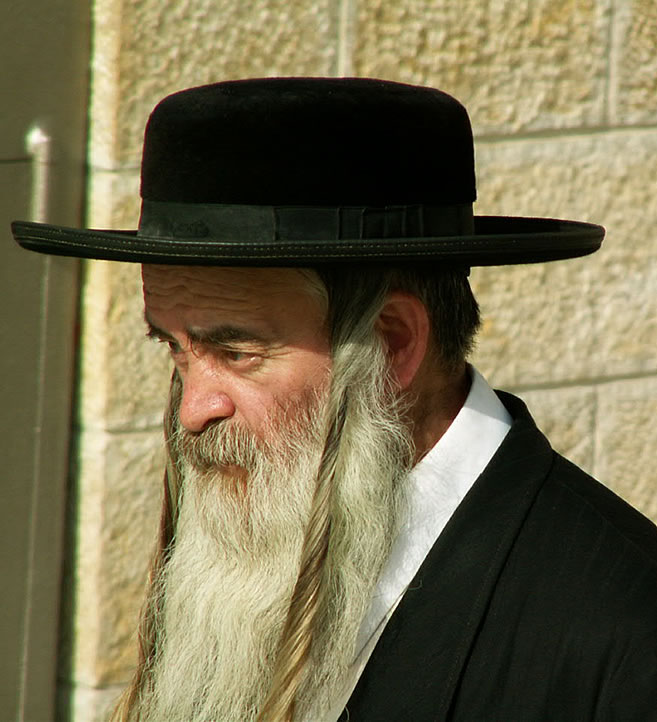
Jueu ortodox amb llargs peots, a Kotel, Jerusalem

El peot (en hebreu פאות pronunciat /peˈʔot/, romanitzat: pēʾōt, en jiddisch payes pronunciat /'pejes/, "angles") designa els cabells laterals característics dels jueus, que compleixen aquest manament degut a l'ordenança de no arranar els costats del cap: «No et tallaràs la cabellera entorn del cap, ni tampoc et tallaràs les vores de la barba».